# تابورا
تابورا هي مدينة، في تنزانيا، تقع في إقليم تابورا، وهي عاصمتها، بلغ عدد سكانها 127,880 نسمة.

## المناخ
يظهر الجدول التالي التغييرات المناخية على مدار السنة لتابورا:
| البيانات المناخية لـتابورا        | البيانات المناخية لـتابورا | البيانات المناخية لـتابورا | البيانات المناخية لـتابورا | البيانات المناخية لـتابورا | البيانات المناخية لـتابورا | البيانات المناخية لـتابورا | البيانات المناخية لـتابورا | البيانات المناخية لـتابورا | البيانات المناخية لـتابورا | البيانات المناخية لـتابورا | البيانات المناخية لـتابورا | البيانات المناخية لـتابورا | البيانات المناخية لـتابورا |
| الشهر                             | يناير                      | فبراير                     | مارس                       | أبريل                      | مايو                       | يونيو                      | يوليو                      | أغسطس                      | سبتمبر                     | أكتوبر                     | نوفمبر                     | ديسمبر                     | المعدل السنوي              |
| --------------------------------- | -------------------------- | -------------------------- | -------------------------- | -------------------------- | -------------------------- | -------------------------- | -------------------------- | -------------------------- | -------------------------- | -------------------------- | -------------------------- | -------------------------- | -------------------------- |
| متوسط درجة الحرارة الكبرى °م (°ف) | 28 (82)                    | 28 (83)                    | 28 (83)                    | 28 (82)                    | 28 (83)                    | 28 (83)                    | 28 (83)                    | 29 (85)                    | 32 (89)                    | 32 (90)                    | 31 (88)                    | 28 (83)                    | 29 (85)                    |
| متوسط درجة الحرارة الصغرى °م (°ف) | 17 (63)                    | 17 (63)                    | 18 (64)                    | 17 (63)                    | 17 (62)                    | 15 (59)                    | 14 (58)                    | 16 (60)                    | 17 (63)                    | 19 (66)                    | 19 (66)                    | 18 (64)                    | 17 (63)                    |
| الهطول سم (إنش)                   | 13 (5)                     | 12 (4.9)                   | 17 (6.6)                   | 14 (5.4)                   | 2.8 (1.1)                  | 0.25 (0.1)                 | 0 (0)                      | 0 (0)                      | 0.76 (0.3)                 | 1.5 (0.6)                  | 9.9 (3.9)                  | 17 (6.7)                   | 88 (34.6)                  |
| المصدر: Weatherbase               |                            |                            |                            |                            |                            |                            |                            |                            |                            |                            |                            |                            |                            |